# O Destino (álbum)
O Destino é o primeiro álbum ao vivo do cantor brasileiro Lucas Lucco. O álbum foi gravado no dia 7 de abril de 2014 no Espaço Cultural da cidade de Patrocínio, em Minas Gerais e lançado no dia 22 de julho de 2014 pela Sony Music Brasil. O DVD vendeu mais de 25 mil cópias e rendeu disco de ouro ao artista, prêmio entregue no programa Domingão do Faustão.

## Sobre o álbum
O álbum apresenta 21 faixas, incluindo a música "Mozão" que se tornou um grande sucesso, sendo umas das músicas mais tocadas em todo o território brasileiro em 2014. Possui participações especiais dos cantores Fernando e Sorocaba, Anitta e o cantor colombiano Maluma.

## Faixas
| N.º            | Título                                          | Compositor(es)                                                                | Duração     |  |
| 1.             | "Não Pode Parar"                                | Daniel Almeida, Marcos Nascimento                                             | 3:33        |  |
| 2.             | "Calma Amor"                                    | Everton Matos, Diego Ferreira, Samuel Deolli                                  | 2:58        |  |
| 3.             | "Foi Daquele Jeito" (Part. Fernando & Sorocaba) | Thiago Servo, Diego Monteiro, Roberto Sampaio, Adson Pires                    | 2:56        |  |
| 4.             | "Príncipe"                                      | Lucas Lucco, Paulim Lucco, Peagá                                              | 4:07        |  |
| 5.             | "Mozão"                                         | Lucas Lucco, Wilibaldo Neto                                                   | 5:27        |  |
| 6.             | "Toda Toda"                                     | MC Menor                                                                      | 3:09        |  |
| 7.             | "Comigo É Assim Lapada Lapada"                  | Naldo, Evandro Moraes                                                         | 2:59        |  |
| 8.             | "Interrogações"                                 | Matheus Aleixo, Daniel Almeida                                                | 2:59        |  |
| 9.             | "Beijar à Queima-Roupa" (Part. Anitta)          | Lucas Lucco, Flavinho do Kadet, Tierry Coringa, Rafinha Esq                   | 3:56        |  |
| 10.            | "Destino"                                       | Bruno Caliman                                                                 | 4:11        |  |
| 11.            | "Copos e Garrafas"                              | Juliano Tchula, Marília Mendonça                                              | 3:16        |  |
| 12.            | "Saudade Idiota"                                | Marília Mendonça                                                              | 4:03        |  |
| 13.            | "Muié"                                          | Rominho                                                                       | 2:48        |  |
| 14.            | "Pra Te Fazer Lembrar"                          | Lucas Lucco                                                                   | 3:33        |  |
| 15.            | "Só Nós Dois"                                   | Lucas Lucco, Wteykson, Cesar Pascinni, Peagá                                  | 3:19        |  |
| 16.            | "Passarinho"                                    | Bruno Caliman                                                                 | 3:30        |  |
| 17.            | "De Uns Tempos Aí"                              | Lucas Lucco                                                                   | 2:51        |  |
| 18.            | "Coisa e Tal"                                   | Peagá, Lucas Lucco, Wteykson                                                  | 3:41        |  |
| 19.            | "Nem Te Conto (Sogrão)"                         | Thyeres Marques, Thyago Augusto, Nilton Servo, Roberto Sampaio, Marcos Garcia | 2:38        |  |
| 20.            | "Princesinha" (Part. Maluma)                    | Lucas Lucco, Sassinhora Jr., Mr. Catra \ Citações em Espanhol: Maluma         | 3:25        |  |
| 21.            | "11 Vidas" (Versão Estúdio)                     | Lucas Lucco                                                                   | 3:09        |  |
| Duração total: | Duração total:                                  | Duração total:                                                                | 01h12min28s |  |

| Google Play - Bonus Track Version |                |                                                       |             |  |
| N.º                               | Título         | Compositor(es)                                        | Duração     |  |
| 22.                               | "Vai Vendo"    | Lucas Lucco, Flavinho, Tierry Coringa e Magno Santana | 3:08        |  |
| Duração total:                    | Duração total: | Duração total:                                        | 01h15min56s |  |

| DVD |                                                 |         |  |
| N.º | Título                                          | Duração |  |
| 1.  | "Não Pode Parar"                                |         |  |
| 2.  | "Comigo É Assim Lapada Lapada"                  |         |  |
| 3.  | "Foi Daquele Jeito" (Part. Fernando & Sorocaba) |         |  |
| 4.  | "Calma Amor"                                    |         |  |
| 5.  | "Mozão"                                         |         |  |
| 6.  | "Toda Toda"                                     |         |  |
| 7.  | "Interrogações"                                 |         |  |
| 8.  | "Príncipe"                                      |         |  |
| 9.  | "Pra Te Fazer Lembrar"                          |         |  |
| 10. | "Copos e Garrafas"                              |         |  |
| 11. | "Saudade Idiota"                                |         |  |
| 12. | "Muié"                                          |         |  |
| 13. | "Destino"                                       |         |  |
| 14. | "Princesinha" (Part. Maluma)                    |         |  |
| 15. | "Só Nós Dois"                                   |         |  |
| 16. | "Passarinho"                                    |         |  |
| 17. | "De Uns Tempos Aí"                              |         |  |
| 18. | "Coisa e Tal"                                   |         |  |
| 19. | "Beijar à Queima-Roupa" (Part. Anitta)          |         |  |
| 20. | "Nem Te Conto (Sogrão)"                         |         |  |
| 21. | "Princesinha"                                   |         |  |
| 22. | "Making Of" (Extras)                            |         |  |
| 23. | "11 Vidas" (Videoclipe - Extras)                |         |  |